# Čas sanj
Čas sanj je knjiga pisatelja Joja Pestuma.